# Dosimetria
La dosimetria è una branca della fisica che si occupa del calcolo e della misura della dose assorbita dalla materia quando sottoposta sia alle radiazioni ionizzanti sia alle radiazioni non ionizzanti.

## Grandezze dosimetriche e radioprotezionistiche per radiazioni ionizzanti
La principale grandezza dosimetrica per radiazioni ionizzanti è la dose assorbita D, definita come
{\displaystyle D={\frac {\operatorname {d} E}{\operatorname {d} m}}}
ovvero come la quantità di energia assorbita dall'unità di massa a seguito dell'esposizione a radiazione ionizzante. L'unità di misura della dose assorbita nel sistema internazionale è il gray, con simbolo Gy.
Diverse radiazioni ionizzanti possono però causare, a parità di energia, un diverso danno biologico. Si definisce efficacia biologica relativa (EBR) di una certa radiazione relativamente ad un'altra presa come riferimento il rapporto tra l'energia necessaria dalla radiazione di interesse per indurre lo stesso danno della radiazione di riferimento, il cui valore dipende dal LET della radiazione. A partire dal LET si definisce il fattore di qualità Q della radiazione, con cui si definisce l'equivalente di dose H:
{\displaystyle H=QD}.
Pur avendo le stesse dimensioni il significato della dose assorbita e dell'equivalente di dose è profondamente diverso, per cui nel sistema internazionale l'unità di misura dell'equivalente di dose è il sievert, con simbolo Sv. I valori del fattore Q sono in costante mutamento a seguito degli sviluppi nella ricerca in radiobiologia.
Un'altra importante grandezza dosimetrica è il kerma K, definito però solo per radiazione indirettamente ionizzante. Esso è definito come
{\displaystyle K={\frac {\operatorname {d} T_{s}}{\operatorname {d} m}}}
dove Ts rappresenta l'energia cinetica iniziale delle particelle cariche secondarie prodotte dall'interazione delle particelle neutre con la materia. Il kerma è misurato nel sistema internazionale in gray. Il kerma può essere scomposto in una componente collisionale, comprendente l'energia dei secondari non spesa in fenomeni radiativi, ed in una radiativa, comprendente solo questi ultimi.
Di natura molto diversa è l'esposizione X, definita solo per fotoni in aria, come
{\displaystyle X={\frac {\operatorname {d} q}{\operatorname {d} m}}}
dove dq è la carica degli ioni di uno stesso segno prodotta in aria quando tutti gli elettroni prodotti dall'interazione dei fotoni sono totalmente fermati nel volume di aria considerato.
Di particolare interesse pratico è la possibilità di determinare la dose assorbita a partire da misure di kerma ed esposizione, poiché in condizione di equilibrio delle particelle cariche (CPE) si ha
{\displaystyle D\ {\stackrel {CPE}{=}}\ K_{col}}
{\displaystyle D^{(aria)}\ {\stackrel {CPE}{=}}\ X\left({\frac {W}{e}}\right)^{(aria)}}
dove W/e indica l'energia media necessaria a formare una coppia di ioni nel gas in apice.
In ambito radioprotezionistico si definiscono anche la dose equivalente e la dose efficace. La dose equivalente HT  è ottenuta a partire dalla dose assorbita dal tessuto o organo T moltiplicandola per il fattore di pericolosità {\displaystyle w_{R}} e sommando su tutte le radiazioni che forniscono dose:
{\displaystyle H_{T}=\sum _{R}w_{R}\,D_{R,T}}
mentre la dose efficace E è ottenuta a partire dalla dose equivalente moltiplicandola per il fattore di sensibilità {\displaystyle w_{T}} di un certo tessuto e sommando su tutti i tessuti:
{\displaystyle E=\sum _{T}w_{T}H_{T}=\sum _{T}w_{T}\sum _{R}w_{R}\,D_{R,T}}
Anche la dose equivalente e la dose efficace sono misurate in sievert. Da notare che, come Q, anche WR e WT sono soggetti a variazioni in base alle nuove scoperte in radiobiologia. Poiché la misura della dose equivalente e della dose efficace è molto difficoltosa, in ambito radioprotezionistico ci si accontenta di valori stimati a partire dalla misura dell'attività dei radionuclidi e delle grandezze dosimetriche operative:
L'equivalente di dose ambientale H*(d) è definito come l'equivalente di dose corrispondente ad un campo allineato ed espanso alla profondità d di una sfera ICRU, in direzione opposta a quella del campo allineato, dove per campo allineato espanso si intende un campo uniforme entro il volume di interesse con la stessa fluenza e distribuzione di energia del campo reale nel punto di interesse, e per sfera ICRU si intende una particolare sfera con diametro di 30 cm composta di materiale tessuto-equivalente. Questa grandezza, nei range di energia di interesse in radioprotezione, fornisce una sovrastima della dose efficace, risultando quindi molto utile a fini protezionistici.
L'equivalente di dose direzionale H'(d,θ) è definito come l'equivalente di dose corrispondente ad un campo espanso alla profondità d di una sfera ICRU, su un raggo corrispondente alla direzione θ rispetto alla direzione di riferimento, dove per campo espanso si intende un campo entro il volume di interesse con la stessa fluenza, distribuzione angolare e distribuzione di energia del campo reale nel punto di interesse.
Le grandezze H*(d) e H'(d,θ) si riferiscono rispettivamente a radiazioni fortemente e debolmente penetranti, per cui nei due casi valgono d=10mm e d=3mm o d=0.07mm rispettivamente, e sono utilizzate nel monitoraggio di area.
Nel monitoraggio individuale si fa uso dell'equivalente di dose personale Hp(d), definito come l'equivalente di dose in tessuto muscolare umano in un punto alla profondità d al di sotto del punto particolare della superficie desiderata del corpo. A seconda del tipo di radiazione (fortemente o debolmente penetrante) la distanza d considerata è la stessa delle grandezze usate nel monitoraggio di area.

## Grandezze dosimetriche per radiazioni non ionizzanti
Le quantità dosimetriche utilizzate per misurare l'effetto dei campi elettromagnetici sull'uomo vengono scelte in base alle conoscenze che derivano dagli studi effettuati sulla risposta della materia biologica, degli esseri umani e degli animali all'applicazione dell'intero range di frequenze appartenenti alle radiazioni non ionizzanti. Gli intervalli di frequenza nei quali si fa uso di tali quantità in parte si sovrappongono, perché gli effetti descritti precedentemente si sovrappongono a loro volta.
Ad esempio fino a 100 kHz, proprio perché i tessuti possono essere considerati buoni conduttori, il campo non penetra in profondità ma genera all'interno del corpo correnti indotte di intensità proporzionale alla frequenza e all'ampiezza del campo elettrico. A partire da 10 MHz, invece, l'effetto principale è quello della conversione in calore dell'energia elettromagnetica. È chiaro allora che nel primo intervallo occorrerà misurare la densità di corrente prodotta, nel secondo gli effetti termici e nella zona intermedia sarà necessario monitorare entrambe le quantità perché si presentano entrambi gli effetti in misura minore.
Si usa:
- l'induzione magnetica B [T] per i campi magnetici statici e per l'intensità di corrente relativa ai campi variabili nel tempo fino a 1 Hz;
- La densità di corrente J [A/m2] per le frequenze da 0 a 10 MHz.
- la corrente I [A] nell'intervallo da 0 a 110 MHz;
- il SAR, Specific Absorption Rate, [W/kg] nel range tra 100 kHz e 10 GHz;
- l'assorbimento specifico di energia, SA [J/kg] per campi elettromagnetici eccitati ad impulsi nell'intervallo di frequenze compreso fra 300 MHz e 10 GHz;
- la densità di potenza S [W/m2] per le frequenze da 10 a 300 GHz.

È importante tener presente che l'assorbimento di energia, nel caso delle esposizioni alle radiofrequenze e alle microonde, è considerato un fenomeno non-cumulativo, in ciò differenziandolo radicalmente dall'assorbimento di energia nel caso delle radiazioni ionizzanti.

## Strumenti di Misura

### Radiazioni non ionizzanti
Nell'ambito delle radiazioni non ionizzanti vengono di fatto accettati i termini impropri "dosimetro" e "dosimetria"; la misura dell'esposizione si basa infatti sul rilevamento di campioni di misure in un dato periodo di tempo, e non sulla quantità totale (o dose) assorbita dai tessuti in quel periodo.
La strumentazione necessaria per il monitoraggio della persona consiste in strumenti di misura portatili (a batteria), che effettuano campionamenti delle intensità di campo ad intervalli stabiliti, memorizzando i valori misurati in unità di memoria non volatile. Attualmente dispositivi per il monitoraggio vengono prodotti solo per il controllo continuo del campo magnetico statico in risonanza magnetica, non esistono dispositivi per il monitoraggio di radiazioni elettromagnetiche.

### Radiazioni ionizzanti
Esistono diversi sistemi per la dosimetria delle radiazioni ionizzanti, essi si differenziano in sistemi assoluti e sistemi relativi e in funzione del fatto che debbano essere utilizzati per la dosimetria dell'uomo (o dell'ambiente) oppure per il controllo di qualità delle macchine che emettono radiazioni (per esempio acceleratore di particelle per radioterapia).
Gli strumenti che vengono detti assoluti sono in grado di dare una misura della dose assoluta, mentre i dosimetri relativi danno una misura di dose solo se opportunamente calibrati con un dosimetro assoluto. Tra gli strumenti per la dosimetria assoluta troviamo la camera a ionizzazione e il dosimetro di Fricke, tra gli strumenti per la dosimetria relativa troviamo i dosimetri a gafchromic, i sistemi a termoluminescenza, gli strumenti a diodi e i dosimetri a fibre ottiche.

## La protezione dalle radiazioni ionizzanti

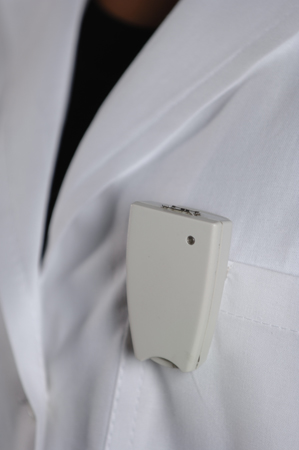
Dosimetro per RMN

La radioprotezione è una disciplina che fa uso di conoscenze ottenute da scienze diverse, quali la fisica, la medicina e la biologia. Il suo scopo è quello di proteggere le persone e l'ambiente dai pericoli delle radiazioni. In particolare, per i lavoratori esposti si vuole eliminare completamente l'insorgenza degli effetti deterministici e ridurre il più possibile gli effetti stocastici.
Essa si fonda sui tre principi:
- Giustificazione: il beneficio collettivo dovuto all'esposizione deve essere superiore al detrimento sanitario ad essa conseguente.
- Ottimizzazione: l'esposizione deve essere mantenuta, entro le possibilità economiche e sociali, il più bassa possibile.
- Limitazione: la dose ricevuta dai lavoratori e dal pubblico non deve superare i limiti stabiliti dalla legge. Tali limiti sono differenti per i lavoratori e la popolazione. Questo principio non vale, ovviamente, per le esposizioni con finalità mediche.

Le figure professionali che si occupano di radioprotezione sono, in Italia, l'Esperto Qualificato in Radioprotezione e il Medico Responsabile (per i lavoratori e il pubblico) e l'Esperto in Fisica Medica (per i pazienti).